# 인피니트헬스케어
주식회사 인피니트헬스케어(영어: INFINITT Healthcare)는 대한민국 서울특별시에 본사를 둔  의료 IT 개발 회사이다.

## 역사
1997년 메디슨의 PACS R&D 센터였던 메디페이스에서 시작되었으며, 2002년 3D메드와 신설 합병하며 사명을 인피니트테크놀로지로 변경하였다. 2005년에는 마로테크와 네오비트, 2007년에는 Mevisys를 인수하여 2009년 9월에 현재의 사명인 인피니트헬스케어로 변경하였고, 2010년 5월 코스닥 시장에 상장하였다.
2025년 창업주 홍기태 회장이 11년 간 대표를 지낸 김동욱 대표이사에게 고강도 구조조정을 지시했으나 김 전 대표는 오히려 고용을 늘려야 한다며 반대하자 해임하였다.
한국 AI 의사 ‘닥터앤서’ 1.0에 이어 2.0 개발에 참여한 바 있다.

## 논란
2018년에 적대적 M&A뿐 아니라 회사 경영권에 영향을 주기 위한 목적으로 대표이사 또는 이사가 비자발적으로 해임될 때 퇴직보상금으로 대표이사에게 300억원을, 이사에게 100억원을 지급하는 '황금낙하산' 조항이 신설되었다
공동 대표이사이자 모회사 솔본의 회장인 홍기태와 그의 부인 이혜숙 부회장, 딸 홍수현은 모두 사내이사로 등재돼 이들 일부는 회사에 출근하지 않으면서도 수억대 급여를 받아 논란이 되고 있다.또한 10년간 무려 200억원의 자금을 직원 6명의 모회사 솔본에 경영자문료라는 명목으로 지급하여 회사의 수익을 대주주가 뻬앗는 것이나는 비판이 있다
2024년 호실적 속 본사 직원을 20%를 감원하는 갑작스러운 구조조정을 단행하였다